# Freddie (cantante)
Gábor Alfréd Fehérvári conocido artísticamente como Freddie (n. Győr, Hungría, 8 de abril de 1990) es un cantante, compositor y músico húngaro. Saltó a la fama tras concursar en la versión húngara del concurso de talentos "Rising Star".
Tras haber ganado la selección nacional "A Dal 2016" con la canción titulada "Pioneer", representó a su país en Festival de la Canción de Eurovisión 2016 que se celebró en la ciudad de Estocolmo, Suecia.

## Biografía
Nacido en la ciudad húngara de Győr, el 8 de abril de 1990. Al graduarse en secundaria en un instituto local, después pasó a la universidad y al finalizar sus estudios superiores estuvo trabajando como asistente en su ciudad natal. Seguidamente en el 2010 inició su carrera musical en una pequeña banda junto a un amigo suyo, donde era cantante y también tocaba la guitarra. Tiene como influencia musical a los artistas internacionales: John Mayer, Dave Matthews Band (DMB), Igor Presnyakov, etc.
En el 2014 saltó a la fama tras su participación en la versión húngara del concurso de talentos Rising Star, "Rising Star Hungay" emitido por la cadena TV2.En este programa al superar los cástines, en primer lugar logró estar entre los doce primeros, a continuación entre los seis principales, luego entre los cuatro primeros clasificados y ya en la fase final terminó en cuarto lugar.
Después de su participación en "Rising Star", en 2015 lanzó su primer sencillo titulado "Mary Joe", que fue escrito en colaboración con el cantante, compositor y productor András Kállay-Saunders. Esta canción inmediatamente fue incluida en la lista de Petőfi Rádió Top 30 en el primer puesto durante tres semanas, también en el primer puesto en la Class 40 durante 27 semanas y cuarto en el Deezer Top 100 y en el Music Channel Top 21 durante 26 semanas y además se convirtió en uno de los éxitos del verano 2015.
Seguidamente en otoño de ese año, dejó su nombre Gábor Alfréd Fehérvári y empezó a actuar bajo el nombre artístico de Freddie y en ese mismo tiempo lanzó su segundo sencillo titulado "Neked nem kell", que también fue un éxito en todo el país.
El día 15 de diciembre, la compañía de radiofusión húngara Magyar Televízió (MTV), anunció públicamente la participación de Freddie en la selección nacional a eurovisión "A Dal 2016". En esta selección fue escogido en la primera semifinal celebrada el 23 de enero de 2016, seguidamente el 20 de febrero en la segunda semifinal también fue escogido lo que llevó ya a la gran final. En la final tras lograr la mayor puntuación por parte del jurado compuesto por los artistas Pierrot, Zsédenyi Adrienn, Frenreisz Károly y Both Miklós y la mayor puntuación de la audiencia, logró ganar la selección con la canción titulada "Pioneer" (en español: "Pionero"), que fue escrita por Borbála Csarnai y producida por Zé Szabó bajo el sello discográfico Mistral Music Kft y cabe destacar que la canción fue incluida rápidamente en el puesto número 9 de la lista se singles nacional "Magyar Hanglemezkiadók Szövetsége (Single Top 40)".
Tras obtener la victoria, representó a Hungría en el Festival de la Canción de Eurovisión 2016, que se celebró en Estocolmo, Suecia.

## Discografía

### Álbumes de estudio
- Pioneers (2016)

### Sencillos
- "Mary Joe" (2015)
- "Neked nem kell" (2015)
- "Pioneer" (2015)
- "Na jó, Hello" (2016)
- "Ez a vihar" (2017)
- "Csodák" (2017)
- "Nincsen holnap" (2017)